# Guzmania teucamae
Guzmania teucamae är en gräsväxtart som beskrevs av Harry Edward Luther och K.F.Norton. Guzmania teucamae ingår i släktet Guzmania och familjen Bromeliaceae. Inga underarter finns listade i Catalogue of Life.